# 80 هـ
80 هـ هي سنة في التقويم الهجري امتدت مقابلةً في التقويم الميلادي بين سنتي 699 و700.

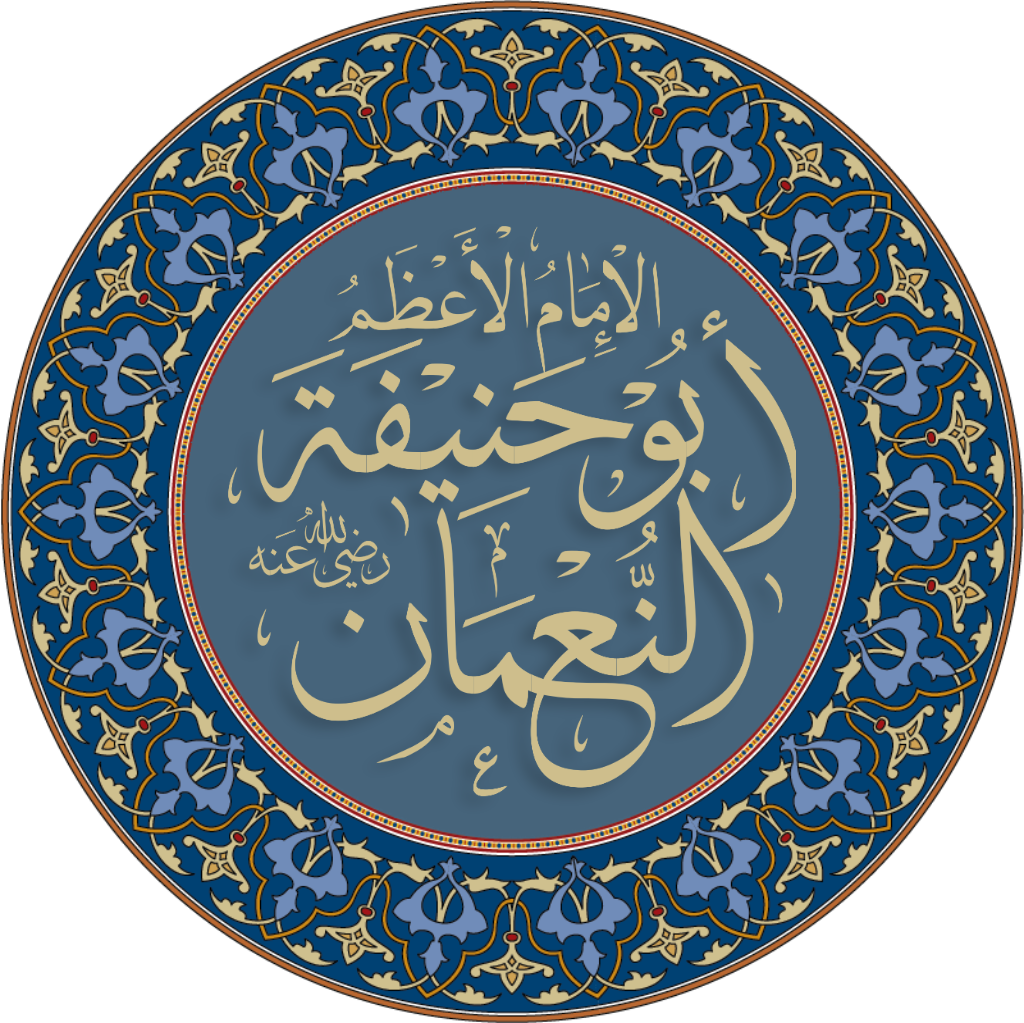
أبو حنيفة النعمان

## أحداث
- جدد حسان بن النعمان الغساني سنة 80هـ، جامع عقبة بن نافع في مدينة القيروان بتونس.

## مواليد
- موسى بن كعب التميمي أحد نقباء وأمراء بني العباس.
- أبو بكر بن عبد الملك بن مروان
- ابن أبي ذئب
- أبو حنيفة النعمان
- جعفر الصادق
- حمزة الكوفي
- عبد الملك بن عبد العزيز بن جريج
- ابن إسحاق

## وفيات
- عبيد بن غاضرة العنبري
- أبو إدريس الخولاني
- أبو صخر الهذلي
- أسلم مولى عمر
- أيمن بن خريم
- جبير بن نفير
- عبد الله بن جعفر بن أبي طالب
- معبد الجهني
- ميسون بنت بحدل
- جنادة بن أبي أمية